# Lišaj pryšcový
Lišaj pryšcový (Hyles euphorbiae) je noční motýl z čeledi lišajovitých. Na území České republiky patřil ještě ve 20. století k běžným lišajům, v reakci na intenzivní zemědělskou aktivitu a celkovou chemizaci prostředí však jeho četnost klesla. V ČR je chráněn zákonem jako ohrožený druh.

## Rozšíření
Západní hranicí původního areálu lišaje pryšcového je kontinentální Evropa, na východě zasahuje až po sever Číny. Vyskytuje se ale také v Severní Americe coby nepůvodní druh.

Vyhledává suché, sluncem vyhřáté stepi a lesostepi, zejména stráně. Tyto biotopy jsou často vázané na pastvu hospodářských zvířat, bez které zarůstají a stávají se pro lišaje pryšcového nevhodnými. Červená kniha bezobratlých ČR (2017) jej uvádí jako druh ohrožený.

## Popis

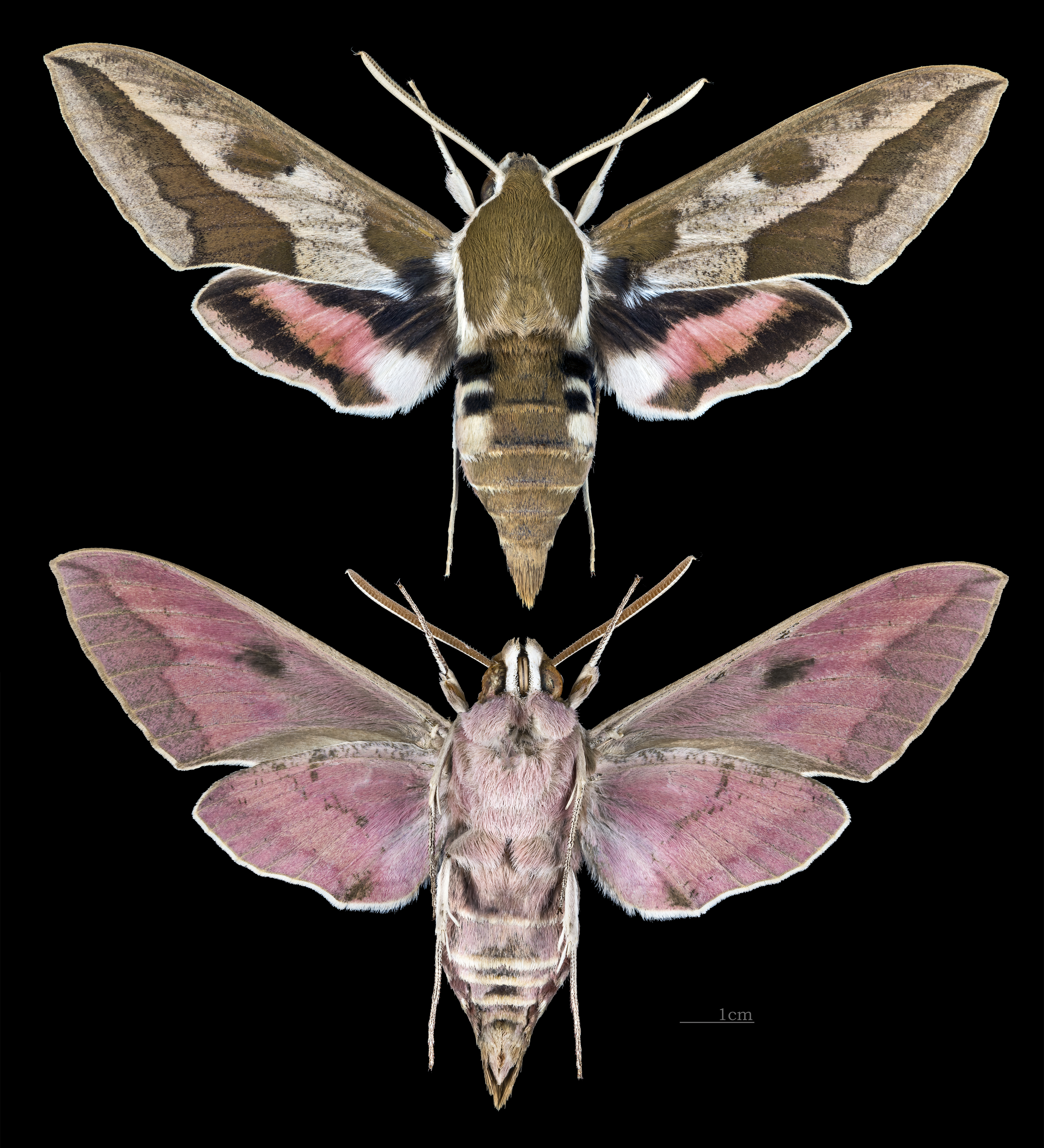
Sbírkový exemplář (samec)
(svrchní a spodní pohled)

Jedná se o pestrého, středně velkého lišaje s přísně aerodynamicky tvarovaným tělem. Délka předního křídla je 30–34 mm. Zbarvení předních křídel je kombinací žlutošedé a tmavší olivové barvy, někdy s nádechem do růžova. Při kořeni a zhruba v polovině délky se nacházejí 2 okrouhlé tmavší skvrny, někdy s menší třetí skvrnou ve druhé třetině délky křídla. Zadní polovinu křídla rozděluje tmavý šípovitý pruh, který se směrem ke špičce křídla zužuje. Vnější okraj předního křídla je šedavý. Zadní křídla jsou červená s černou skvrnou při kořeni, při vnějším okraji probíhá černá páska. Hlava a hruď jsou olivově zelené s bílým lemováním, tykadla a nohy jsou bílé. Zadeček je svrchu olivově zelený, první dva články jsou po stranách černo-bíle pruhované, zbylé články mají na bocích bílé zářezy. Zespodu je celý motýl výrazně narůžovělý.

Motýl může být zaměněn s příbuzným lišajem svízelovým. Nejsnáze je lze odlišit podle předního okraje předních křídel, který je u lišaje svízelového tvořen celistvým pruhem tmavě olivové barvy. Lišaj pryšcový má spodinu těla růžovější než lišaj svízelový, kresba na horní straně křídel je méně kontrastní. Bývá také o něco menší, což ale není dostatečně výrazný určovací znak.
Vajíčka jsou světle zelená, hladká a kulatá.
Housenky lišaje pryšcového jsou čerstvě po vylíhnutí černé, v průběhu života pak mění základní barvu na zelenou. Jsou velmi pestré, ve 4. instaru mají oranžovou hlavu, končetiny a růžek na konci těla, středem hřbetu se táhne pruh oranžové barvy, na každém článku jsou bílé párové skvrny a celé tělo je navíc bíle tečkované. Zbarvení je variabilní, oranžová může přecházet od žlutě okrové až po červenou, bílé prvky mohou být nažloutlé. Po posledním svlékání se navíc může základní barva úplně změnit. Housenka 5. instaru měří 7–9 cm.
Kukla je okrově hnědá s jemným tmavým žíháním, 4–4,5 cm dlouhá.

## Bionomie
V ČR létá první generace motýlů od května do července, vzácněji se lze setkat i s částečnou druhou generací, která létá od srpna do října. Přes den motýli odpočívají v podrostu, s večerem létají a sají nektar z květů. Ve volné krajině vyhledávají květy šalvějí, knotovky a hadince, v zahradách se s nimi lze setkat na floxech. 
Oplodněné samičky kladou až 200 vajíček v malých skupinkách. Živnými rostlinami jsou především pryšec chvojka a pryšec okrouhlý, ale housenky jsou schopné konzumovat i jiné druhy bylin, například svízel syřišťový, jitrocele, rdesno ptačí či bažanku vytrvalou. Právě záliba housenek v těchto ze zemědělského hlediska plevelných rostlinách podle všeho vedla k introdukci druhu do Severní Ameriky.
Housenky žijí od června do září v nízkém bylinném patře stepních společenstev. Na živné rostlině jsou kvůli svému zbarvení velmi nápadné, jde nicméně o formu výstražného zbarvení, protože housenky živící se jedovatým pryšcem se samy stávají jedovatými. Při kontaktu s predátorem se housenky svíjí a přitom potírají své tělo natrávenou potravou, kterou vyvrhují. Nebezpečí pro housenky představují lumci, jejichž larvy na nich parazitují. Úspěšně dorostlá housenka se kuklí při zemi nebo mělce pod jejím povrchem, v řídkém zámotku.
Přezimujícím stádiem je kukla.

## Galerie

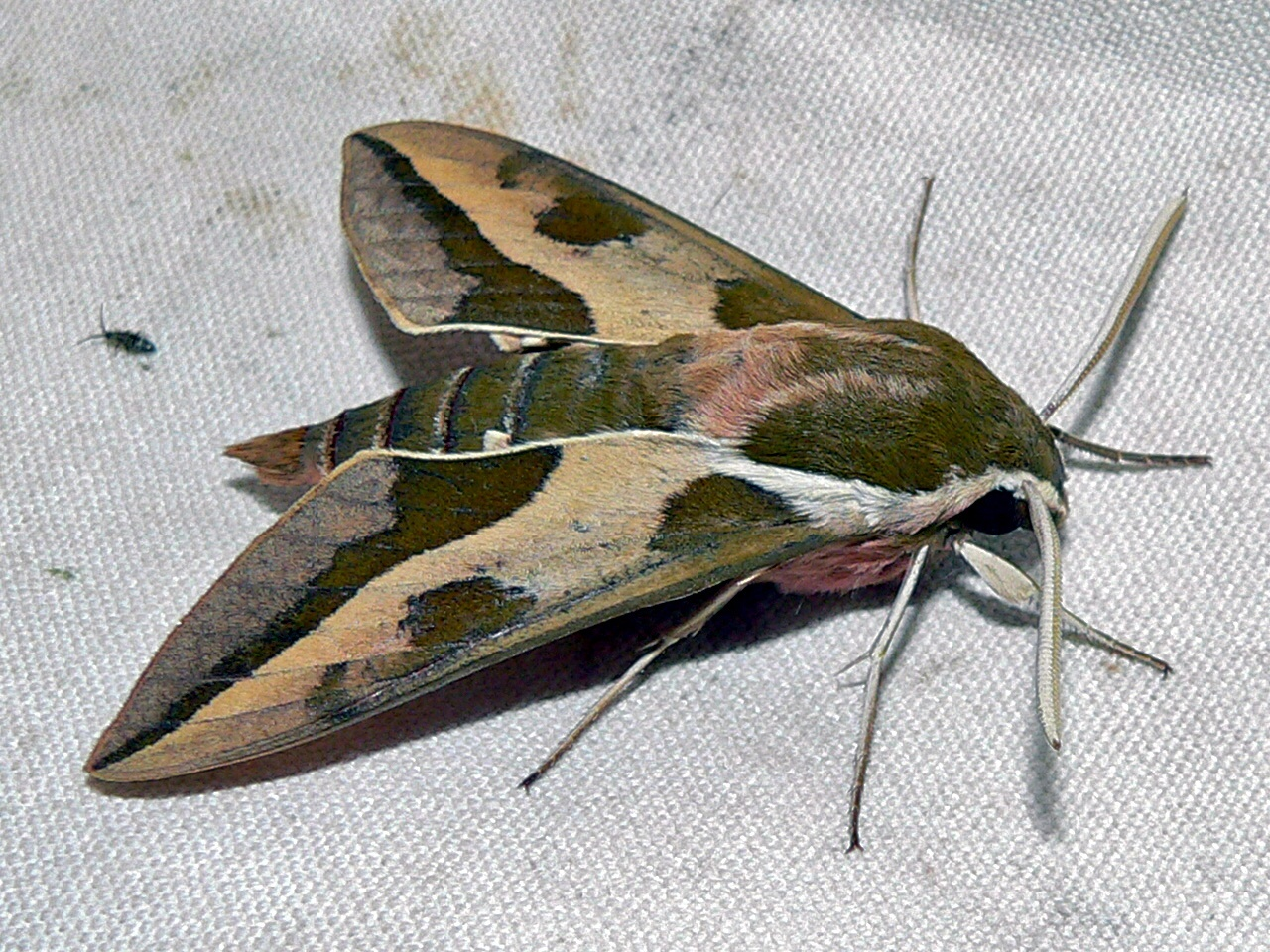
Motýl při pohledu ze strany
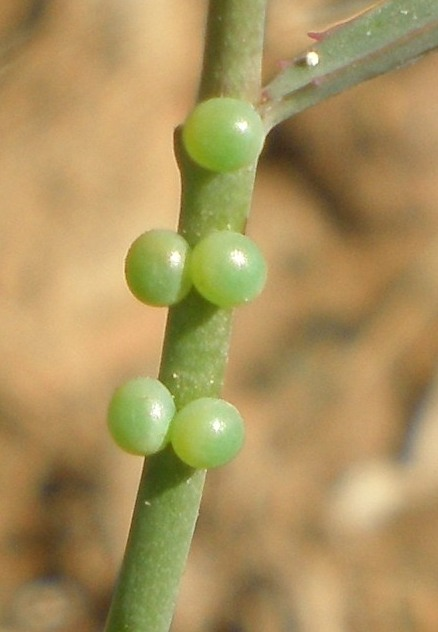
Vajíčka na rostlině
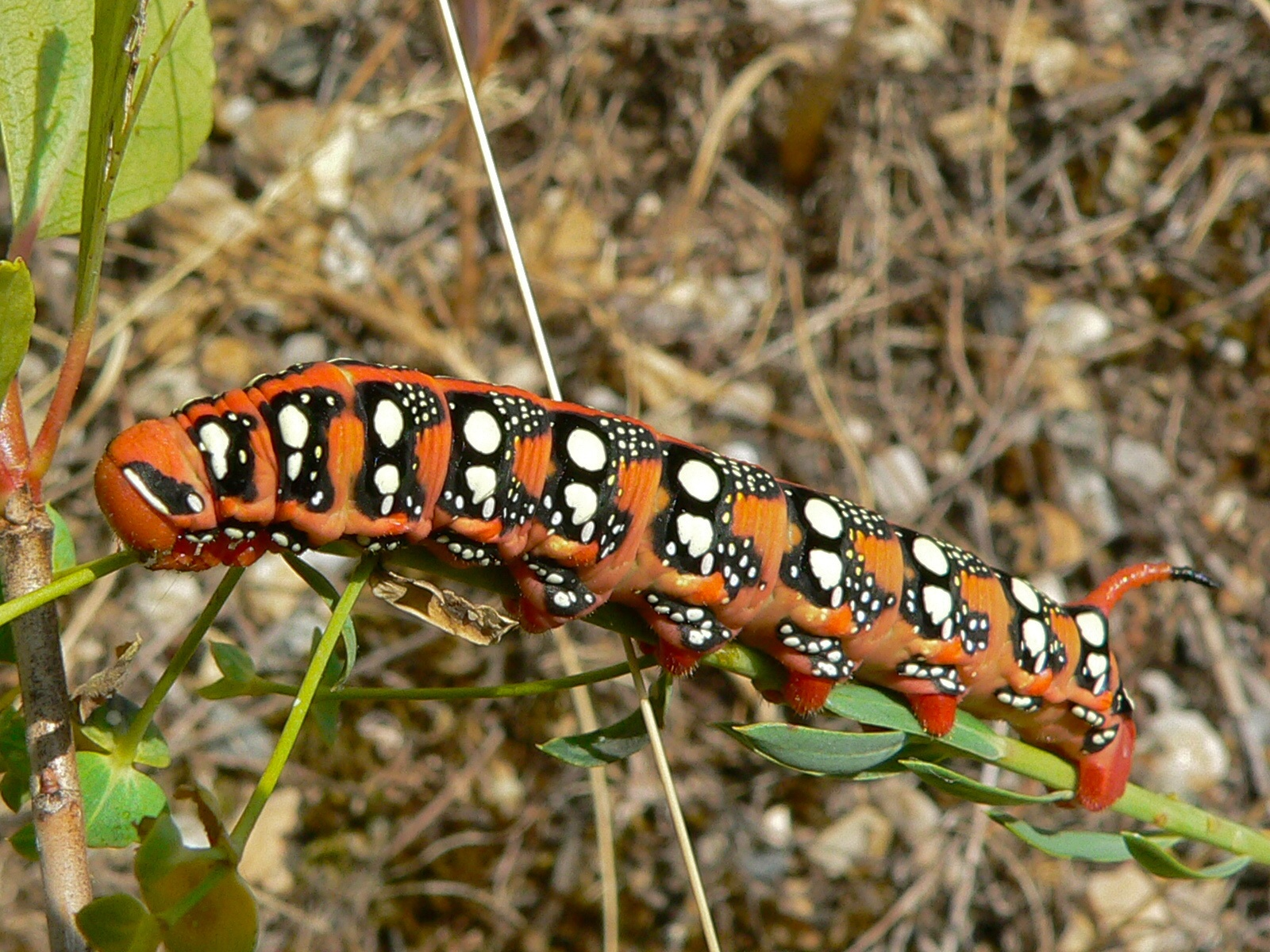
Housenka – oranžová forma
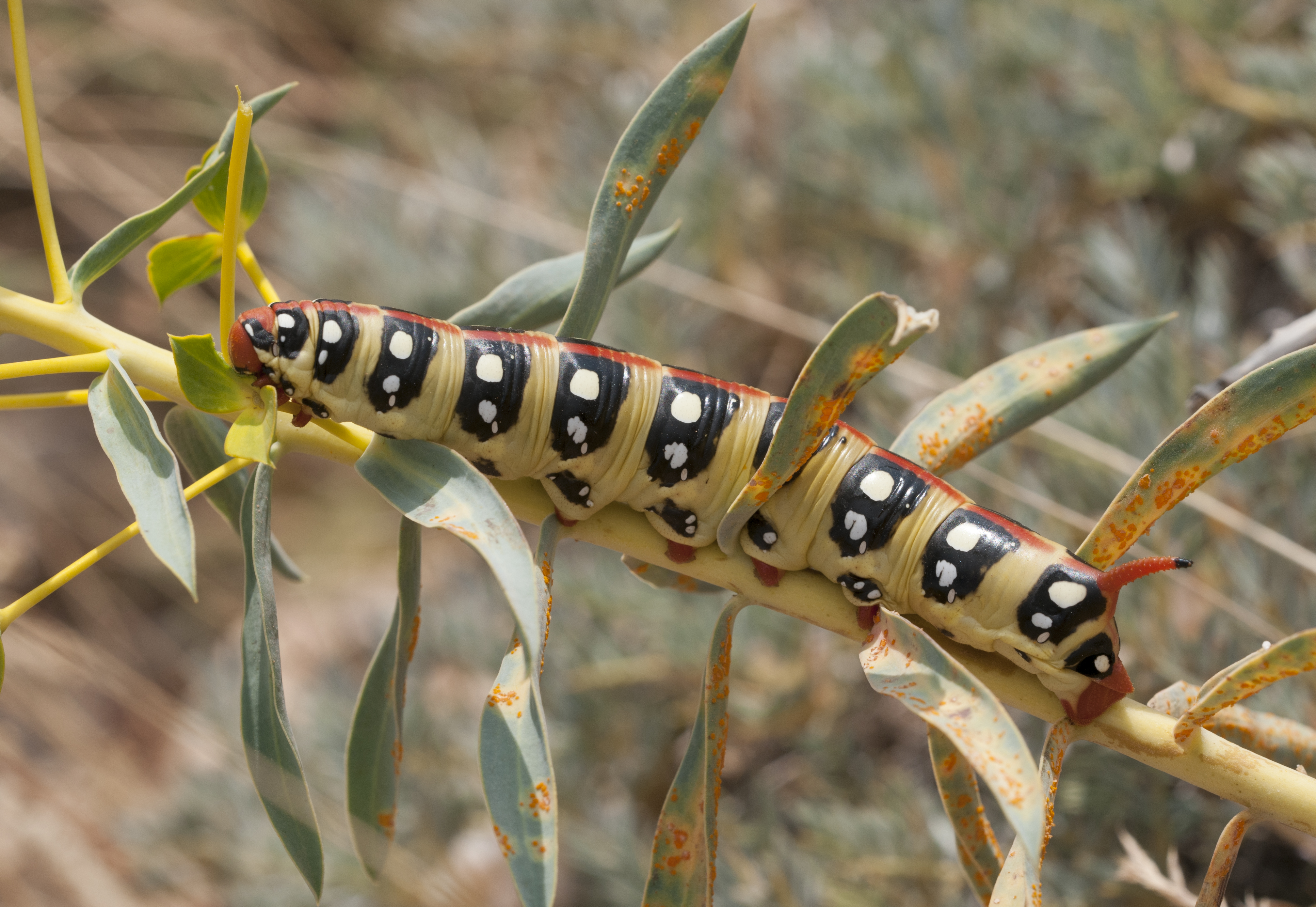
Housenka – žlutá forma
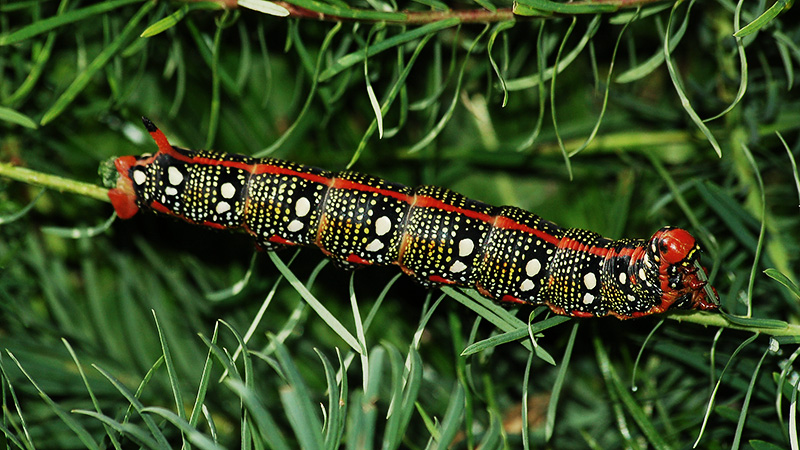
Housenka – černá forma
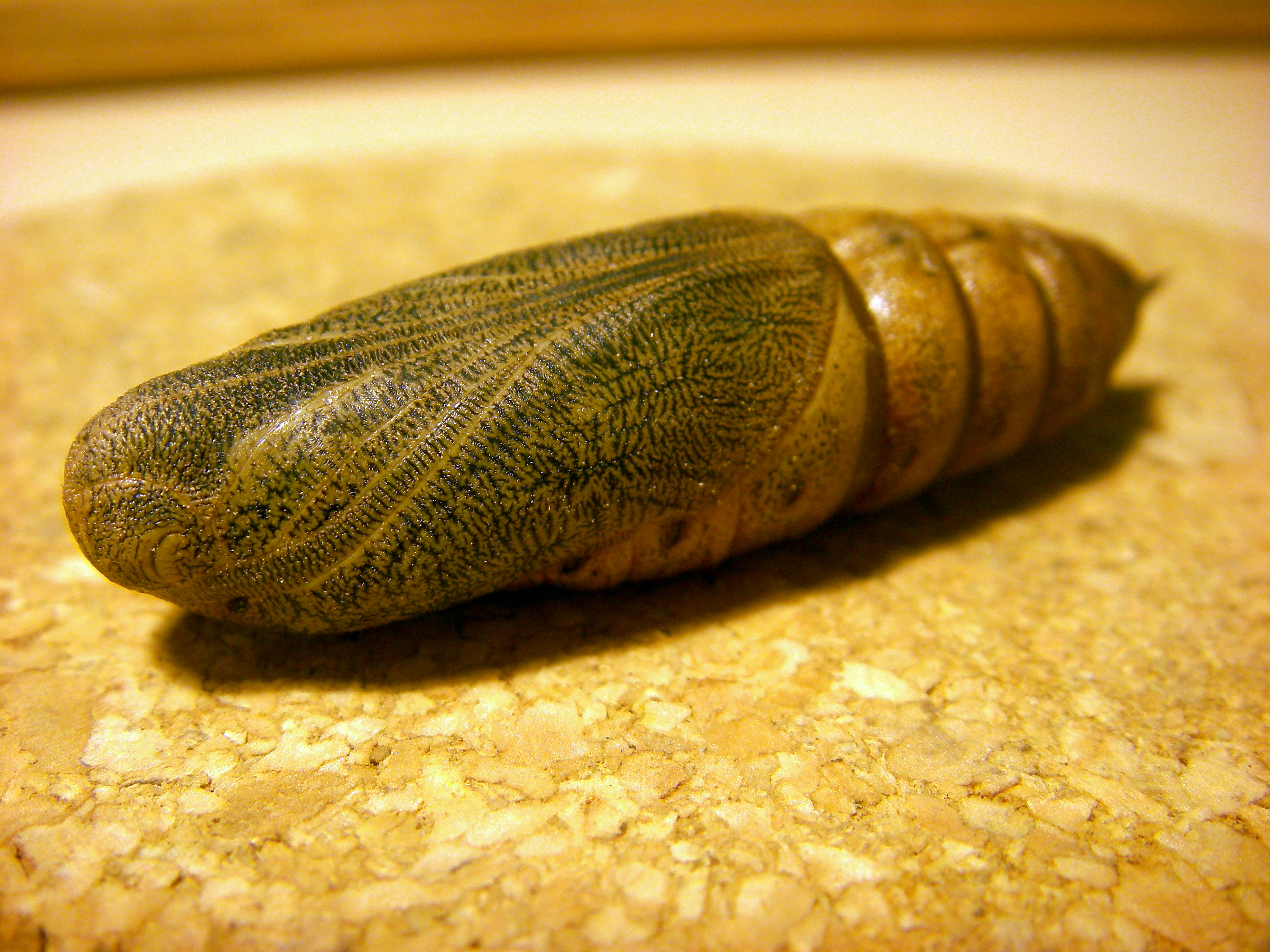
Kukla lišaje pryšcového